# Gutenberg inventant l'imprimerie
Gutenberg inventant l’imprimerie est un tableau peint par Jean-Antoine Laurent en 1831. 
Il est conservé au musée de Grenoble depuis 1992. En 2014, il est prêté au musée des beaux-arts de Lyon dans le cadre de l'exposition L'invention du passé. Histoires de cœur et d'épée en Europe, 1802-1850.